# 酒井忠実
酒井 忠実（さかい ただみつ）は、江戸時代後期の大名。播磨国姫路藩酒井家の第4代藩主。雅楽頭系酒井家17代。

## 生涯
第2代藩主・酒井忠以の次男。文化11年（1814年）、兄・忠道の隠居後に家督を継ぎ、20年以上にわたって藩政をとった。天保6年（1835年）、57歳で隠居する。家督は先代忠道の八男・忠学（忠実の甥）に継がせた。隠居後、鷺山と号した。
叔父の酒井抱一と交流が深かった。抱一の句集『軽挙館句藻』には、しばしば「玉助」の名で登場し、抱一の部屋住み時代の堂号「春来窓」を継承し、抱一が忠実の養嗣子就任の際に贈った号「松柏堂」を名乗っている。正室の隆姫も抱一から「濤花」の俳号を贈られている。
正室の隆姫は、戦国期の播磨姫路城主・黒田孝高や酒井重忠の血筋を引いている。

## 経歴
- 安永8年（1779年）：誕生
- 文化11年（1814年）：酒井家相続（9月30日）
- 天保6年（1835年）：隠居（4月27日）
- 嘉永元年（1848年）：死去、享年70

## 官歴
- 寛政9年（1797年）：従五位下河内守
- 文化11年（1814年）：従四位下雅楽頭
- 文政4年（1821年）：侍従
- 文政11年（1828年）：左近衛少将

## 系譜
- 父：酒井忠以（1756-1790）
- 母：嘉代姫 - 松平頼恭の娘
- 養父：酒井忠道（1777-1837）
- 正室：隆姫 - 西尾忠移の娘
  - 長女：采 - 松平信豪正室
  - 次男：松平忠固（1812-1859） - 松平忠学の養子
  - 三男：西尾忠受（1821-1861） - 西尾忠固の養子
- 側室：於満寿
  - 六男：三宅康直（1811-1893） - 三宅康明の養子
- 生母不明の子女
  - 女子：東 - 森忠敬正室
  - 五男：酒井忠讜
  - 女子：酒井忠嗣正室
  - 女子：桃 - 松平斉宣正室
  - 女子：九条尚忠室
- 養子
  - 男子：酒井忠学（1809-1844） - 酒井忠道の八男
  - 女子：万代 - 内藤頼寧継室、西尾忠善の娘